# Проприетарный эпоним
Проприетарный эпоним (от латинского proprius — владение, собственность) — это эпоним, который представляет собой товарные знаки или фирменные наименования, которые из-за своей популярности или значимости стали родовыми терминами или синонимами общего класса продуктов или услуг, обычно против намерения владельца товарного знака.
Это форма метонимии (сжатое описание предмета), при которой часть определяет целое.
Может рассматриваться как вариант синекдохи (часть вместо целого или видовое название вместо родового) или же как частный случай антономазии имени собственного.

## История
Когда определённый производитель выпускает на рынок товар, который является уникальным на этом рынке, он становится монополистом. Такая монополия приводит к тому, что товарный знак для этого товара закрепляется за этим товаром, как за классом (то есть за товаром в целом, а не только этой компании-производителя). Например, джипом называют практически любой внедорожник, а не только те, что выпущены на рынок компанией Daimler Chrysler. Обычно переход торговой марки к общепринятому имени играет на руку компании, так как её бренд становится синонимом высокого качества. 
Однако есть опасность, что регистрацию этой торговой марки не будет возможно продолжить, так как она станет общепринятым наименованием. Например согласно украинскому законодательству, такой торговой маркe не может быть предоставлена юридическая защита. 
Если трансформация в родовое название достигла критической точки, когда потребители больше не ассоциируют его с одним брендом, а видят в нём родовое название, тогда бренд больше не может служить отличительным знаком и фактически не является больше брендом, и права на товарный знак могут быть полностью отменены. Если компания не предпримет конкретных действий против использования своей торговой марки в качестве родового названия, она может потерять интеллектуальную собственность на это имя. 
Однако этот процесс можно обернуть: например, компания Xerox искоренила слово «xerox» из английского языка, заменив его на слово «photocopier». Для того, чтобы предотвратить переход торговой марки к общепринятому имени, компания должна, во-первых, подобрать приемлемое новое общепринятое наименование для своей продукции, во-вторых, провести рекламную кампанию для осуществления перехода к этому общепринятому наименованию товара.

## Регулирование в Европейском Союзе
Помимо товарных знаков ЕС для всего Европейского Союза, все страны ЕС имеют свою собственную систему товарных знаков, и правила для этих национальных систем частично регулируются Европейской директивой по товарным знакам . Статья 20(а) этой директивы гласит:
«Товарный знак может быть аннулирован, если после даты его регистрации в результате действия или бездействия владельца товарного знака он стал обычным торговым наименованием товара или услуги, для которых он зарегистрирован»
Все государства-члены были вынуждены включить это правило в свои национальные правила в отношении товарных знаков, и поэтому оно работает примерно одинаково во всех государствах-членах.

## Список торговых марок, ставших общепринятыми врусском языке
| # А Б В Г Д Е Ё Ж З И К Л М Н О П Р С Т У Ф Х Ц Ч Ш Щ Э Ю Я |

### А
— Айпод (iPod): Портативный медиаплеер — от торговой марки iPod, которая сейчас принадлежит Apple Inc..

### В
— Вазелин — общепринятая торговая марка смеси минерального масла и твердых парафиновых углеводородов (научное название петролатум).

### Г
— Гуглить: искать не только в Google, но и в другом поисковике.

### Д
— Джип — название распространилось и на внедорожники других марок.
— Диктофон — название происходит от торговой марки Dictaphone.

### К
- Каримат — Спальный матрац на образ тех, что первоначально изготавливались фирмой «Karrimat». Такое общее название появилось в английском языке и распространилось на многие другие.
- Ксерокс — копирующий аппарат (от названия компьютерной компании «Xerox»).
- Куботан — средства самообороны изготавливаются не только фирмой «Kubotan», но и называются именно куботанами.

### П
— Памперс — распространилось на любые одноразовые подгузники, когда первой на постсоветском пространстве появилась соответствующая продукция именно бренда «Pampers» компании «Procter & Gamble».

### Ф
- — Фен — от торговой марки «Fön», названной в честь теплого альпийского ветра.
- — Фломастер — от названия американской компании Flo-Master[англ.])
- — Фризби — от торговой марки Frisbee фирмы Wham-O.

Это список некоторых торговых марок, используемых в качестве существительных.
| Торговая марка | Владелец                | Описание |
| -------------- | ----------------------- | --- |
| Аспирин        | Байер                   | лекарство, содержащее ацетилсалициловую кислоту |
| Акваланг       | Aqua Lung America       | подводное дыхательное устройство |
| Бендикс        | Bendix Corporation      | часть автомобильного стартера |
| Вазелин        | Юниливер                | мазеобразная белая масса |
| Велкро         | Velcro Industries       | механизм быстрого крепления |
| Гедоре         | Gedore                  | набор инструментов |
| Героин         | Байер                   | наркотическое вещество |
| Делко          | Delco Electronics       | распределитель зажигания в автомобиле |
| Джакузи        | Jacuzi                  | ванна с пузырьками |
| Джип           | Крайслер                | внедорожник |
| Дремел         | Dremel                  | ручное гравировальное устройство |
| Зеге           | ZG                      | электрическая лобзиковая пила |
| Йо-йо          | Дональд Дункан          | игрушка, состоящая из двух одинаковых дисков |
| Йоника         | Vermona                 | музыкальный инструмент/синтезатор |
| Кеды           | Keds                    | спортивная обувь |
| Клаксон        | Moflash Signalling Ltd. | звуковой сигнал на транспортном средстве |
| Ксерокс        | Xerox Corporation       | копировальный аппарат |
| Найлон (Nylon) | DuPont                  | синтетические полиамидные волокна и пластмассы |
| Нескафе/Нес    | Нестле                  | растворимый кофе |
| Памперс        | Pampers                 | детский одноразовый подгузник |
| Пинг-понг      | Parker Brothers         | настольный теннис |
| Примус         | Primus                  | туристическое газовое оборудование |
| Стиропор       | BASF                    | пенопласт (или полистирол) |
| Термос         | Thermos GmbH            | термоизолированная посуда |
| Тиксо          | Tixoband                | самоклеящаяся лента |
| Триплекс       | Triplex Safety Glass    | многослойное стекло (два органических или силикатных стекла, склеенные между собой специальной полимерной плёнкой или фотоотверждаемой композицией, способной при ударе удерживать осколки) |
| Уокмен         | Сони                    | портативный кассетный плеер |
| Феродо         | Ferodo                  | часть тормозного механизма (тормозные колодки) |
| Фломастер      | Flo-Master              | маркер для письма или рисования |
| Фрисби         | Wham-O                  | игрушка в форме диска |
| Хилти          | Hilti GmbH              | ручной пневматический молоток |
| Целофан        | Innovia Films Ltd.      | тонкий прозрачный лист для упаковки |
| Шампанское     | Champagne               | игристое вино |
| Эскалатор      | Otis Elevator Company   | лестница с движущимися ступенями |
| Эскимо         | Eskimo                  | мороженое с шоколадной глазурью |